# Ткачёва, Елена Алексеевна
Елена Алексеевна Ткачёва (род. 25 августа 1959, Ленинград) — российская художница, член-корреспондент Российской академии художеств (2008).

## Биография
Родилась 25 августа 1959 года в Ленинграде.
В 1983 году — окончила Московский государственный художественный институт имени В. И. Сурикова, мастерская профессора Д. К. Мочальского.
С 1984 по 1987 год совершенствовалась в творческой мастерской живописи Академии художеств СССР под руководством народных художников СССР, академиков А. П. Ткачева и С. П. Ткачёва.
В 2008 году избрана членом-корреспондентом Российской академии художеств.
Основные темы полотен — деревенский быт, окружающая природа, портреты.

### Семья
- отец — советский и российский художник А. П. Ткачёв (1925—2025)
- мать — Лидия Алексеевна Пантюшкина
- дядя — С. П. Ткачёв (1922—2022)